# Anastassia Kovalenko-Kõlvart

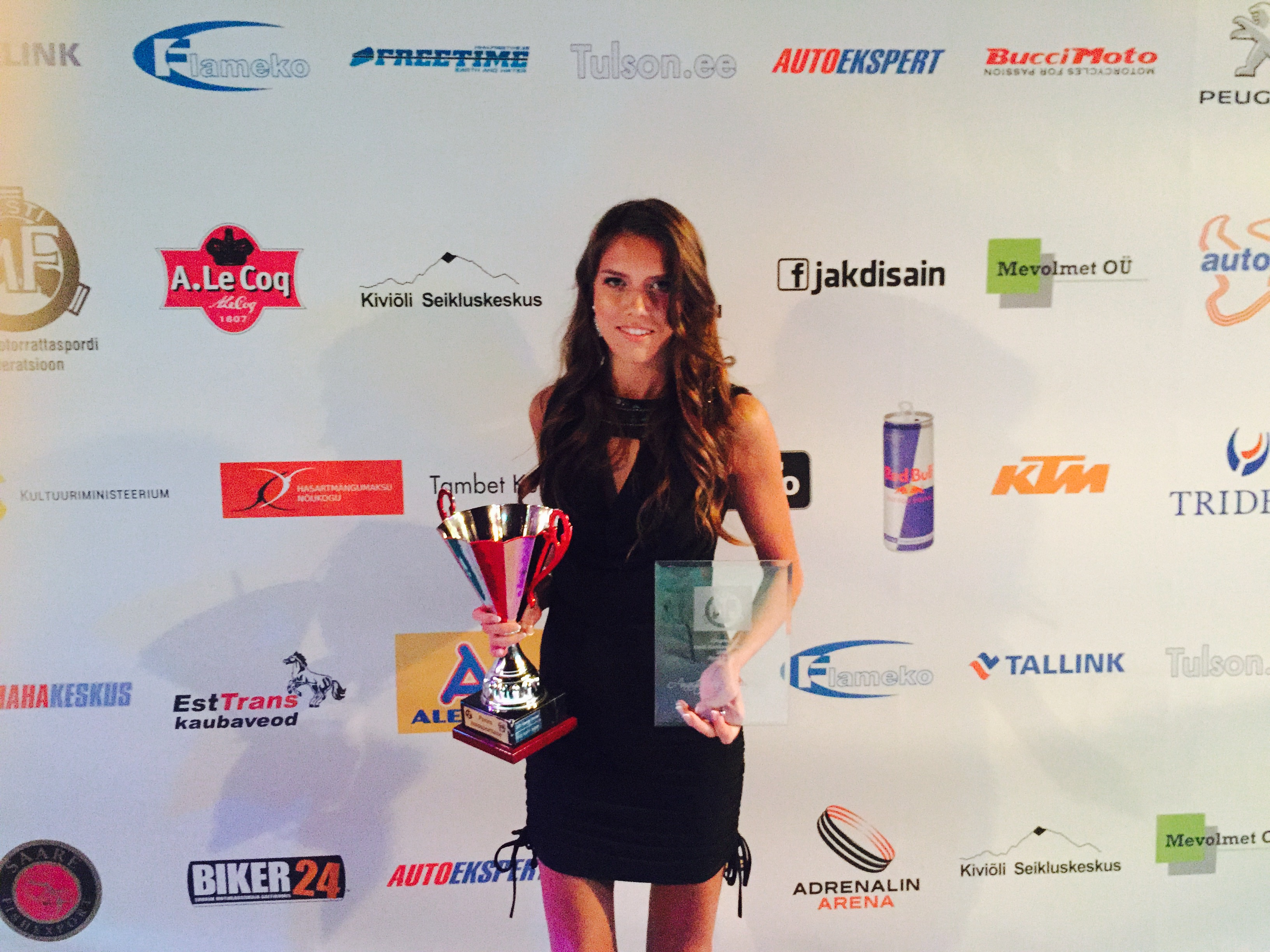
Anastassia Kovalenko-Kõlvart

Anastassia Kovalenko-Kõlvart (* 21. September 1991 in Tallinn) ist eine estnische Motorradrennfahrerin und Politikerin der Sozialdemokratischen Partei SDE (Sotsiaaldemokraatlik Erakond) und nunmehr der Estnischen Zentrumspartei (Eesti Keskerakond), die unter anderem bei der Motorrad-Europameisterschaft der Frauen 2015 den zweiten Platz belegte und seit 2022 Mitglied des Parlaments (Riigikogu) ist.

## Leben

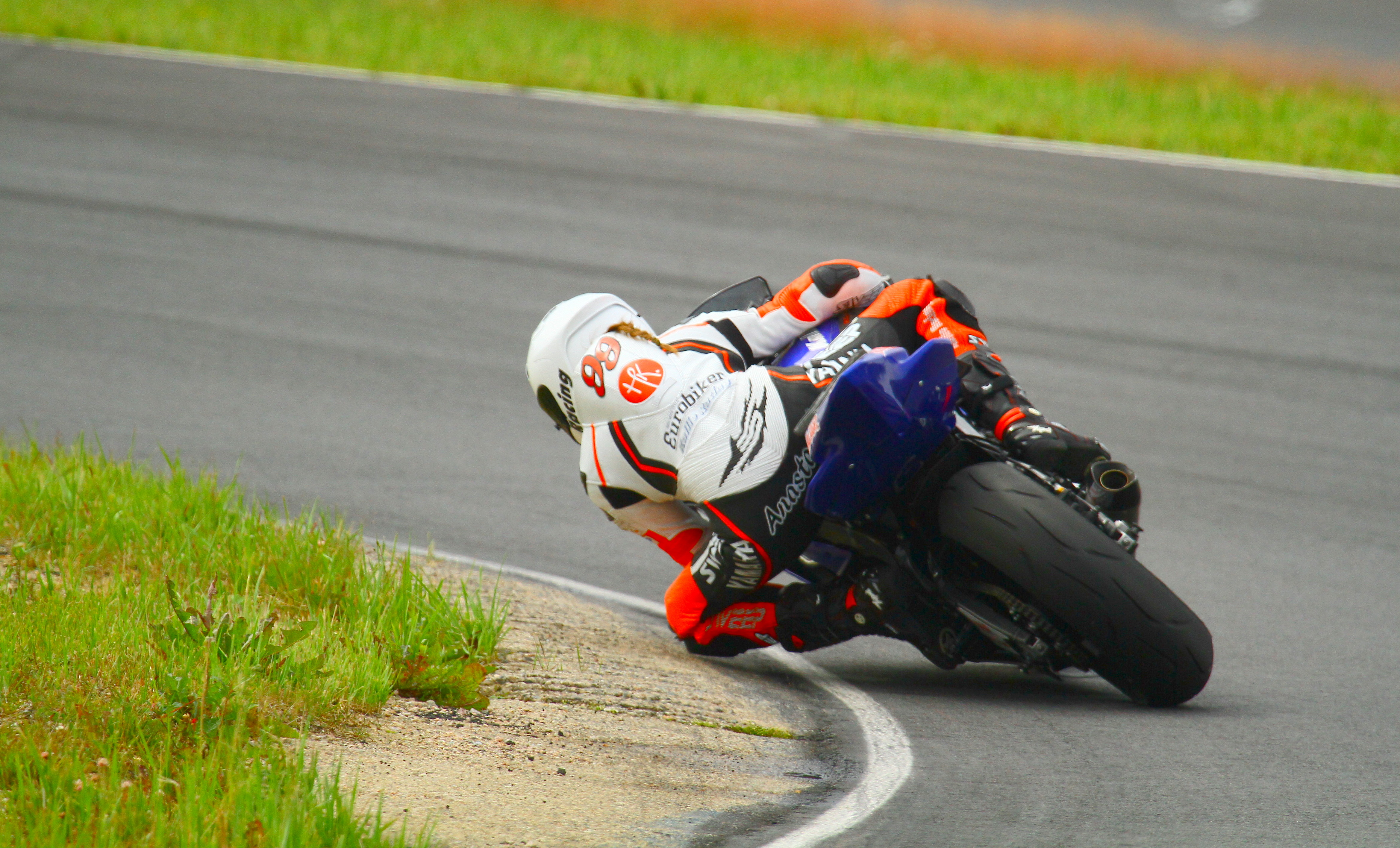
Anastassia Kovalenko bei einer Fahrt auf der finnischen Rennstrecke Botniaring (2014).

Anastassia Kovalenko begann nach dem Besuch des Französischen Gymnasiums Tallinn (Tallinna Prantsuse Lütseum) 2010 ein Studium der Rechtswissenschaften an der Universität Tartu, das sie 2013 mit einem Bachelor of Laws (LL.B.) beendete. Sie war danach als Rechtsanwältin in der Anwaltskanzlei Sorainen tätig. Daneben war sie auch Motorradrennfahrerin und nahm zunächst mit einer Kawasaki 250 R sowie später mit einer Kawasaki GPZ 600 R an Rennen. Sie gehörte unter anderem zu einem Team von Mika Kallio und belegte bei der Motorrad-Europameisterschaft der Frauen 2015 den zweiten Platz sowie bei der Motorrad-Europameisterschaft der Frauen 2016 den vierten Platz. Außerdem wurde sie Estlands Motorradfahrerin des Jahres 2014, 2016 und 2019. Außerdem ist sie Mitglied des Frauenkomitees des Internationalen Motorradverbandes FIM (Fédération Internationale de Motocyclisme) sowie seit 2020 Vorsitzende des Frauenkomitees des Estnischen Motorradverbandes.
Ihr politisches Engagement für die Sozialdemokratischen Partei SDE (Sotsiaaldemokraatlik Erakond) begann sie in der Kommunalpolitik und ist seit 2017 Mitglied des Stadtrates von Tallinn. Ein postgraduales Studium der Betriebswirtschaftslehre an der Universität Tartu schloss sie 2020 mit einem Master of Business Administration ab, während sie ein weiteres dortiges postgraduales Studium der Rechtswissenschaften 2021 mit einem Master of Laws beendete.
Obwohl sie 2020 aus der SDE ausgetreten war, rückte Anastassia Kovalenko am 4. April 2022 für Jevgeni Ossinovski in der 14. Legislaturperiode als Mitglied in den Riigikogu nach. Sie wurde bei der Parlamentswahl am 5. März 2023 im Tallinner Wahlkreis Nr. 1 Tallinna Haabersti, Põhja-Tallinna ja Kristiine zum Mitglied des Parlaments gewählt. Diesmal trat sie auf der Liste der Estnischen Zentrumspartei an, der sie noch im selben Monat bei trat. In der darauf folgenden aktuellen 15. Legislaturperiode, die mit der konstituierenden Sitzung am 10. April 2023 begann, ist sie stellvertretende Vorsitzende des Rechtsausschusses (Õiguskomisjon).
Anastassia Kovalenko heiratete 2022 den Politiker Mihhail Kõlvart (* 1977), der seit 2019 Bürgermeister von Tallinn ist.